# Partido di Morón
Il partido di Morón è un dipartimento (partido) dell'Argentina facente parte della provincia di Buenos Aires. Il capoluogo è Morón. Si tratta di uno dei 24 partidos che compongono la grande area metropolitana bonaerense.

## Geografia antropica

### Suddivisioni amministrative
Il partido di Morón è composto da 5 località:
| Località        | Popolazione (2001) |
| --------------- | ------------------ |
| Castelar        | 104.019            |
| El Palomar      | 57.146             |
| Haedo           | 38.068             |
| Morón           | 92.725             |
| Villa Sarmiento | 17.422             |